# Лопуховка (Никольский район)
Лопуховка — село в Никольском районе Пензенской области России. Входит в состав Базарно-Кеньшенского сельсовета.

## География
Село находится в северо-восточной части Пензенской области, в подзоне северной лесостепи, в пределах западного склона Приволжской возвышенности, на берегах реки Веж-Айва, на расстоянии примерно 18 км (по прямой) к юго-востоку от города Никольск, административного центра района. Абсолютная высота — 267 м над уровнем моря.

### Климат
Климат характеризуется как умеренно континентальный, с холодной зимой и умеренно жарким летом. Средняя температура воздуха самого холодного месяца (января) составляет −13,3 °C (абсолютный минимум — −34 °C); самого тёплого месяца (июля) — 19,2 °C (абсолютный максимум — 39 °С). Безморозный период длится 126 дней. Годовое количество атмосферных осадков — 527 мм, из которых большая часть выпадает в период с апреля по октябрь. Устойчивый снежный покров образуется в конце ноября и держится в среднем 149 дней.

## Население
| 1748 | 1782 | 1864 | 1877  | 1910  | 1926  | 1930  |
| ---- | ---- | ---- | ----- | ----- | ----- | ----- |
| 1298 | ↘806 | ↗892 | ↗1058 | ↗1363 | ↘1358 | ↗1411 |
| 1939 | 1959 | 1979 | 1989  | 1996  | 2002  | 2010  |
| ↘935 | ↘610 | ↘410 | ↘328  | ↘243  | ↘189  | ↘107  |

### Национальный состав
Согласно результатам переписи 2002 года, в национальной структуре населения русские составляли 96 % из 189 чел.

## Известные уроженцы
- Федин, Владимир Петрович (род. 1954) — советский и российский учёный. Доктор химических наук.